# En søn af Folket
En søn af Folket (originaltitel: The Crowd) er en amerikansk stumfilm instrueret af King Vidor og med James Murray, Eleanor Boardman og Bert Roach i hovedrollerne.
Filmen er anerkendt og var nomineret til 2 priser ved den første Oscaruddeling i 1929, herunder en nominering til Oscar for bedste unikke og kunstneriske produktion.
I 1989 blev den en af de 25 første film, der blev udvalgt til bevarelse af US National Film Registry af Library of Congress da den anses for at være "kulturelt, historisk eller æstetisk signifikant".

## Eksterne Henvisninger
- En Søn af Folket på Internet Movie Database (engelsk)
- En Søn af Folket på Filmdatabasen
- En Søn af Folket på AlloCiné (fransk)
- En Søn af Folket på MovieMeter (nederlandsk)
- En Søn af Folket på AllMovie (engelsk)
- En Søn af Folket hos American Film Institute (engelsk)
- En Søn af Folkets profil hos Encyclopædia Britannica Online (engelsk)
- En Søn af Folket på Turner Classic Movies (engelsk)
- En Søn af Folket på The Movie Database (engelsk)
- En Søn af Folket på Rotten Tomatoes (engelsk)